# Coudray-Rabut
Coudray-Rabut – miejscowość i dawna gmina we Francji, w regionie Normandia, w departamencie Calvados. W 2013 roku populacja ówczesnej gminy wynosiła 313 mieszkańców.
Dnia 1 stycznia 2019 roku połączono dwie wcześniejsze gminy: Pont-l’Évêque oraz Coudray-Rabut. Siedzibą gminy została miejscowość Pont-l’Évêque, a nowa gmina przyjęła jej nazwę.